# Velká sfinga v Gíze

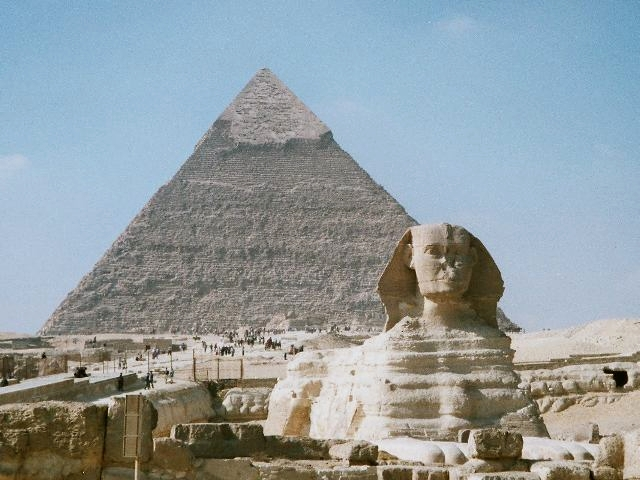
Velká sfinga v Gíze,
v pozadí Rachefova pyramida

Velká sfinga v Gíze (psáno též Sfinga) je velká socha, v podobě zvířete (anupa nebo lva) s lidskou hlavou, nacházející se na Gízské plošině v Egyptě na západním pobřeží Nilu. Jde o největší sochu vytesanou z jednoho kusu kamene, která kdy byla vytvořena. Je 73,5 m dlouhá, 19,3 m široká a 20,22 m vysoká.
O jejím stáří se vedou spory. Řada egyptologů věří, že byla vytvořena starými Egypťany v 3. tisíciletí př. n. l, v době Staré říše za panování 4. dynastie, a to panovníkem Rachefem či dokonce jeho otcem Chufuem (starořecky Cheops) spolu s pyramidou.
Podle velmi rozšířeného názoru má hlava Sfingy údajně znázorňovat právě panovníka IV. dynastie Chufua (vládl přibližně 2604/2554–2581/2531 př. n. l.), kterého takto nechal prý zpodobnit právě jeho syn, faraon Rachef.

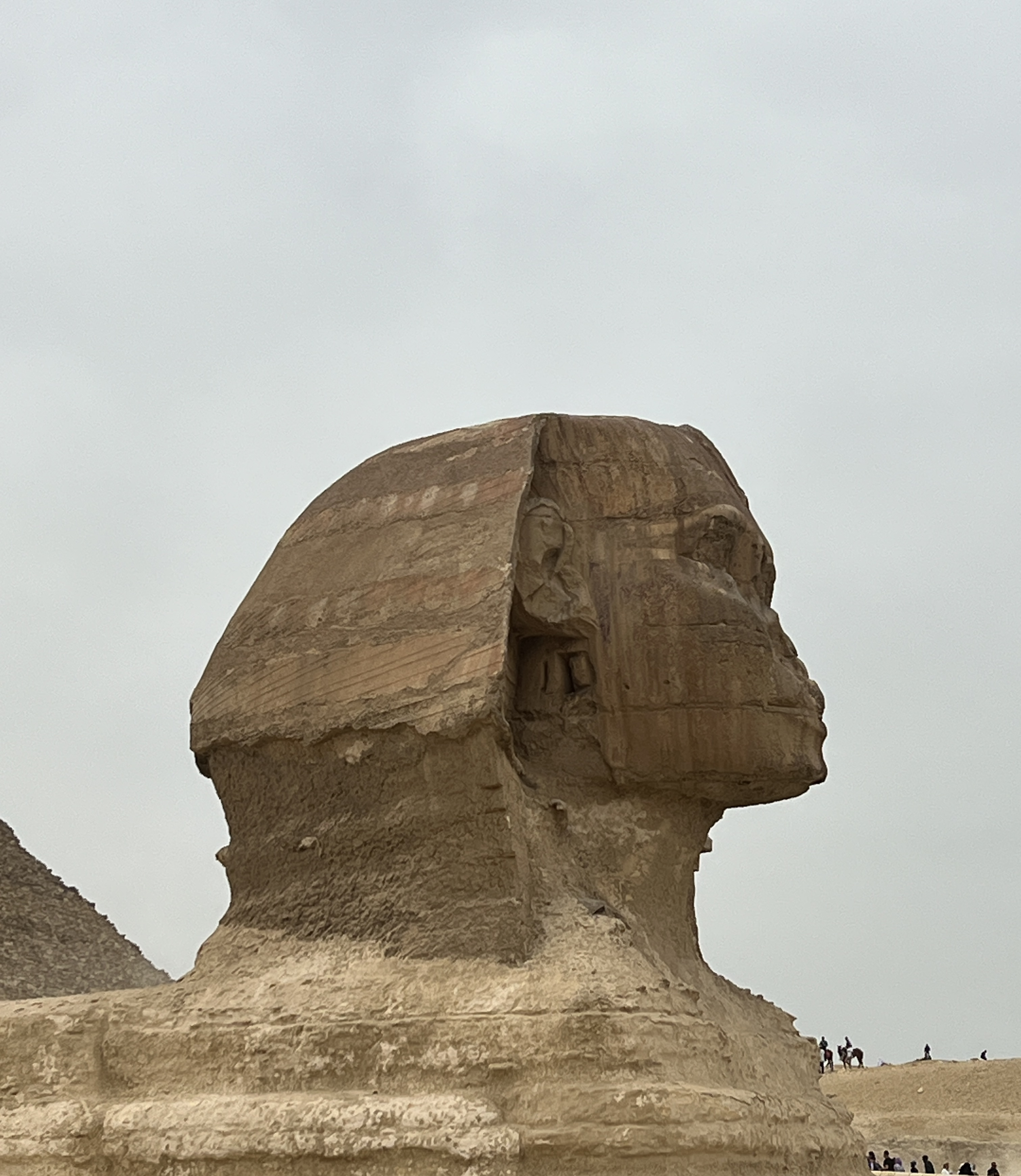
Profil hlavy

Podle výzkumu z roku 2005 nechal hlavu Sfingy zhotovit naopak prvorozený Chufuův syn, Radžedef. Také prý byla barevná (měla mít zelené oči, červenou tvář a nemes z modrých a zlatých proužků).
Jakým jménem nazývali Sfingu staří Egypťané, dodnes přesně nevíme. Často užívané označení Sfinx bylo vytvořeno ve starověku Řeky a pochází z egyptského slova sešepanch, který lze přeložit jako „obraz žijícího“. Toto pojmenování označovalo královské sochy ve čtvrté dynastii, ačkoli bylo v Nové říši více spojováno s Velkou sfingou. Egyptští Arabové používali označení Abú-l-Húl, což znamená Otec hrůzy.[zdroj?]

## Proměna Sfingy v čase
Sfinga v průběhu času utrpěla mnoho poškození. Je vytesána z vápencového podloží; časem pak došlo k částečnému zasypání pískem a obroušení zasypaných částí. První pokus vykopat Sfingu se datuje do roku 1 400 př. n. l., kdy se ji z pověření faraona Thutmose IV. podařilo odkrýt až po přední tlapy. Thutmose IV. pak mezi tlapami nechal vztyčit žulovou stélu, která připomíná tuto událost.
První dochované záznamy o opravách jsou z doby před 3500 lety. Za Římanů, kteří si sfingu velmi oblíbili a používali ji jako pozadí pro různá shromáždění a velká divadelní představení, proběhla velká „dostavba“ a údržba od roku 30 př. n. l. až do 2. století našeho letopočtu.

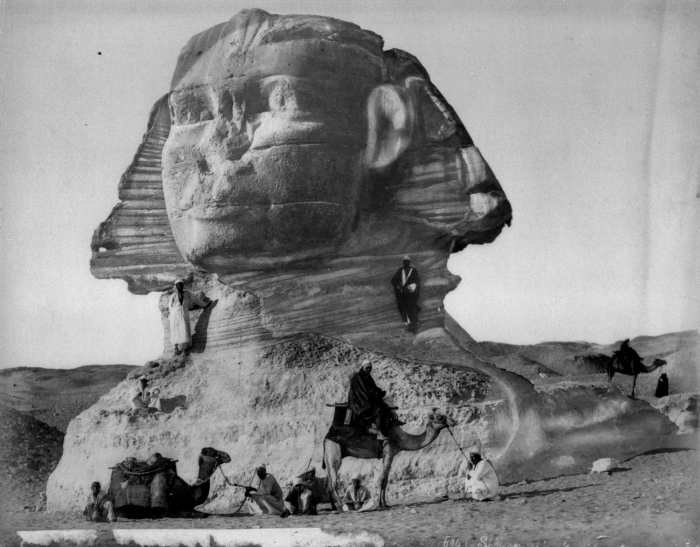
Hippolyte Arnoux: Velká sfinga
v Gíze zpola zasypaná, 1870–1900

Sfinze chybí nos široký původně asi jeden metr. Velmi rozšířená legenda tvrdí, že jí ho ustřelili Napoleonovi vojáci v průběhu jeho tažení do Egypta. Tato informace je však nepravdivá, protože existují obrazy Sfingy z doby před Napoleonovým tažením, které ji zobrazují bez nosu. Egyptský historik al-Makrízí připisuje zničení nosu súfijskému fanatikovi jménem Muhammad Sa'im ad-Dahr, který byl rozhořčen tím, že prostí rolníci uctívají Sfingu, aby tím zlepšili svou úrodu. Sa'im ad-Dahr byl poté pověšen za vandalismus. Zničení nosu se mělo odehrát v roce 1378.
V roce 1817 proběhly první moderní vykopávky, vedené kapitánem Cavigliou, které úplně odkryly její hruď. Úplně vykopána byla až v roce 1925 pod vedením ředitele egyptského úřadu pro památky Émila Baraize (1874–1952).
V roce 1931 nechala egyptská vláda opravit hlavu, protože v roce 1926 se vlivem eroze odlomily velké části, které způsobily trhliny na krku. Tato oprava přidala betonový límec pod pokrývku hlavy, což narušilo profil hlavy.
V 70. letech 20. století byly v blízkosti otevřeny vápencové doly s těžbou využívající dynamit. Do Gízy se kromě turistů sjížděly o státních svátcích statisíce Egypťanů, kteří šplhali na stěny pyramid, ve vnitřních prostorách malovali graffiti a okolo sfingy hrávali fotbal. V 80. letech se proto egyptská vláda rozhodla omezit k nim přístup a přistoupit k velkému projektu rekonstrukce sfingy i pyramid pod záštitou a dohledem egyptského ministerstva památek. Většina prací byla však prováděna bez dozoru a nekvalifikovaní dělníci odebrali v podstatě všechny malé vápencové bloky, kterými Římané dostavěli poškozené části nohou, boku a ocasu. K původnímu stavu z římských dob prakticky neexistuje dokumentace, a ani nebyly uchovávány odstraňované 2000 let staré části sochy. Následné opravy byly navíc provedeny neprodyšnou vrstvou cementu, která znemožnila vápenci dýchat a poměrně záhy začaly jednotlivé části ze sfingy kvůli prosakující vlhkosti odpadávat. V lednu 1984 se kvůli ohrožení památky sešla mezinárodní komise, avšak práce byly zastaveny až v roce 1987. Tyto opravy byly předělány v 90. letech.
Fotografie Sfingy z opačné strany nejsou zpravidla publikovány, protože jim dominuje zástavba na okraji Gizy, mimo jiné s provozovnou KFC, tržištěm i smetištěm.